# Frankenia laxiflora
Frankenia laxiflora är en frankeniaväxtart som beskrevs av Victor Samuel Summerhayes. Frankenia laxiflora ingår i släktet frankenior, och familjen frankeniaväxter. Inga underarter finns listade i Catalogue of Life.